# مکش

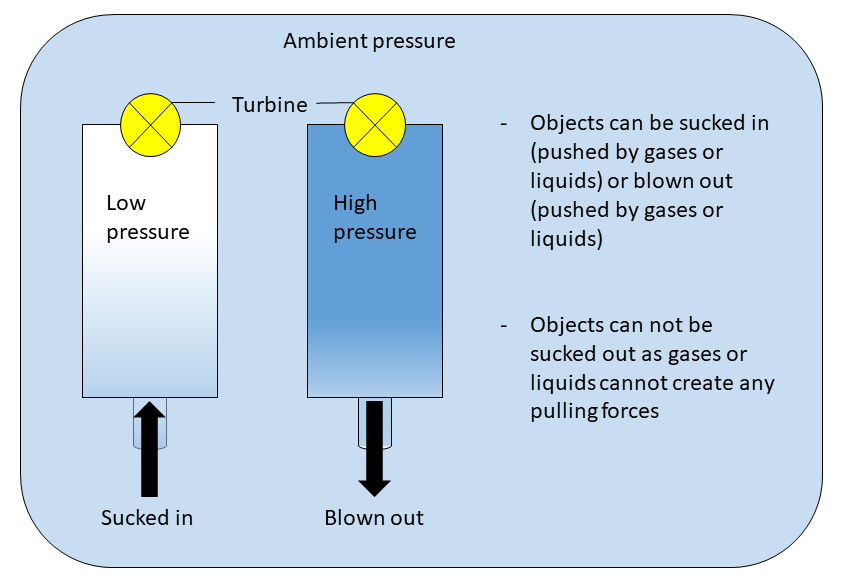
گازها یا مایعاتی که در امتداد گرادیان فشار حرکت می‌کنند می‌توانند بر اجسام نیرو وارد کنند. اجسام را فقط می‌توان توسط گازها یا مایعات هل داد. اصطلاحات صحیح استفاده‌شده بستگی به این دارد که آیا آنها از یک منطقه تحت فشار به سمت فشار محیط (دمیده‌شده) یا از فشار محیط به سوی یک منطقه کم‌فشار (مکیده‌شده) رانده می‌شوند. گازها و مایعات نمی‌توانند نیروی کششی روی اجسام ایجاد کنند.

مکش (به انگلیسی: Suction) اصطلاح روزمره برای نیروهایی است که توسط اجسامی که در معرض حرکت گازها یا مایعاتی هستند که در امتداد گرادیان فشار حرکت می‌کنند، تجربه می‌کنند. اما برخلاف تصور رایج، نیروهای واردشده در این مورد از سوی فشار پایین‌تر (خلاء) سرچشمه نمی‌گیرند، بلکه از سوی فشار بالاتر سرچشمه می‌گیرند.
کاهش فشار ممکن است ایستا باشد، مانند آرایش پیستون و سیلندر، یا دینامیک، مانند جاروبرقی که جریان هوا سبب کاهش فشار ناحیه می‌شود.